# Thorigny (Vandea)
Thorigny è un comune francese di 1 103 abitanti situato nel dipartimento della Vandea nella regione dei Paesi della Loira.

## Società

### Evoluzione demografica
Abitanti censiti